# Лімниця
Лі́мниця (раніше Ломниця) — річка в Україні, у межах Калуського та Івано-Франківського районів Івано-Франківської області. Права притока Дністра (басейн Чорного моря).

## Опис
Довжина 122 км, площа басейну 1580 км². У верхів'ї річкова долина вузька, береги стрімкі, обривисті. Від села Ясень долина асиметрична, з низьким правим і підвищеним лівим берегами. Нижче смт Перегінське вона переважно трапецієподібна, завширшки до 4–7 км, у нижній течії звужується до 2 км. Річище кам'янисте, у середній течії розгалужується на рукави. Ширина його у межах Калуської улоговини досягає 20–60 м, глибина — 2 м. Похил річки 9,3 м/км. Живлення змішане з переважанням дощового. Весняна повінь зазвичай починається у середині березня. Упродовж року, особливо влітку, для річки характерна велика кількість паводків. Льодостав нестійкий, зазвичай триває від середини грудня до середини березня.
За режимом річки ведуться спостереження на водомірному посту в селі Боднарів.

### Назва
Нинішня назва сформувалася в останні 200 років замість попередньої «Ловниця», вживаної ще в Йосифинській метриці. Краєзнавець Лаба В. П. вважає її позначенням місця для ловлі (риби) та відмежовується від спокусливого латинського «лімец» (межа, кордон) через відсутність тут кордону Римської імперії.
Назва річки, малоймовірно, походить від слова рум. lemn, що означає дерево. «Нова карта королівства Галичини і Володимирії з дистриктом Буковина» (Carte Nouvelle des Royaumes de Galizie et Lodomerie, avec le District de Bukowine) подає назву річки як «Limnica».

### Цікаві факти
- Річка служила для лісосплаву до кінця 1950-х років.
- В межах річки та захисної смуги вздовж берегів завширшки 100 м створено ландшафтний заказник місцевого значення[3].
- Річка постійно утримує першу позицію в рейтингу найчистіших річок України[4].

## Розташування
Бере початок з джерела на північному схилі гори Велика Кепута у Привододільних Ґорґанах, на висоті близько 1350 м. Перетинає у верхній течії хребти Скибових Ґорґан, потім тече Калуською улоговиною. У нижній течії розмежовує Войнилівську та Прилуквинську височини Передкарпаття. Впадає у Дністер поблизу села Шевченкове.

## Основні притоки
- Дарів, Петрос, Молода, Каменець, Тодор, Чута, Чечва (ліві);
- Бистрик, Кузьминець, Ялк, Бабський, Турава, Дуба, Бережниця (праві).

## Екологічна оцінка
| Показник                                       | Фактичне значення | ГДК (ОБУВ) | Перевищення нормативу, раз |
| ---------------------------------------------- | ----------------- | ---------- | -------------------------- |
| Азот загальний, мг/дм³                         | 0,88              |            |                            |
| Біохімічне споживання кисню за 5 діб, мгО₂/дм³ | 1,3               | 3          | Немає                      |
| Завислі (суспендовані) речовини, мг/дм³        | 10                | 15         | Немає                      |
| Кисень розчинений, мгО₂/дм³                    | 7,8               | 4          | Немає                      |
| Сульфат-іони, мг/дм³                           | 31                | 100        | Немає                      |
| Хлорид-іони, мг/дм³                            | 9                 | 300        | Немає                      |
| Амоній-іони, мг/дм³                            | 0,19              | 0,5        | Немає                      |
| Нітрат-іони, мг/дм³                            | 1,1               | 40         | Немає                      |
| Нітрит-іони, мг/дм³                            | 0,015             | 0,08       | Немає                      |
| Фосфат-іони (поліфосфати), мг/дм³              | 0,037             |            |                            |

## Світлини

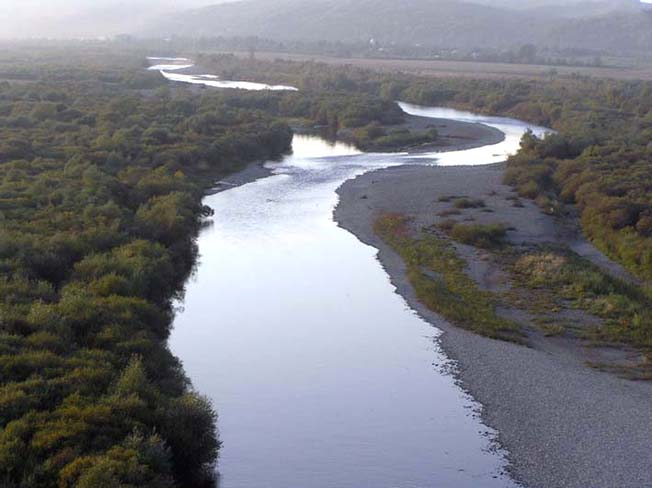
Лімниця біля села Сокіл
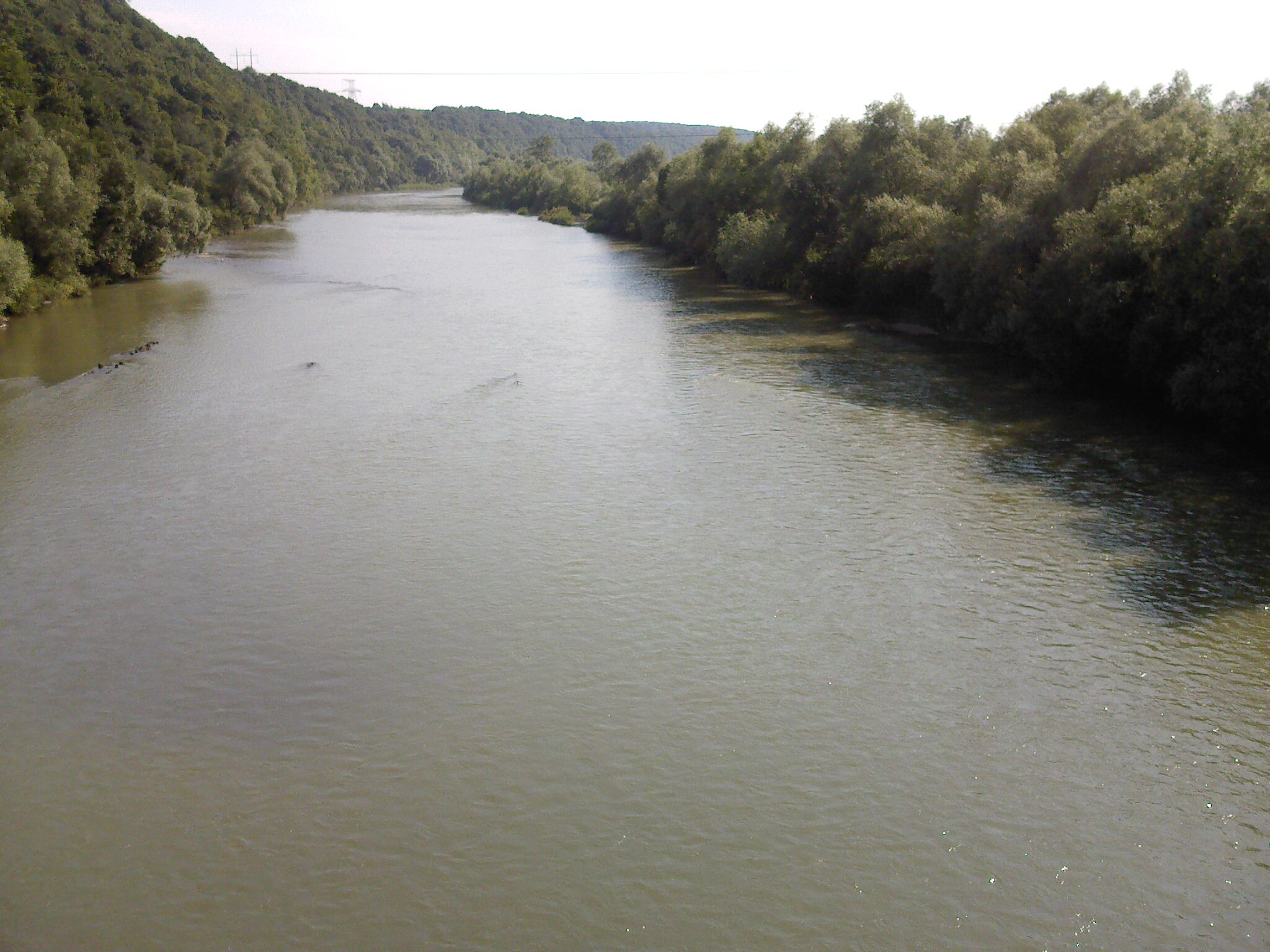
Лімниця неподалік від свого гирла
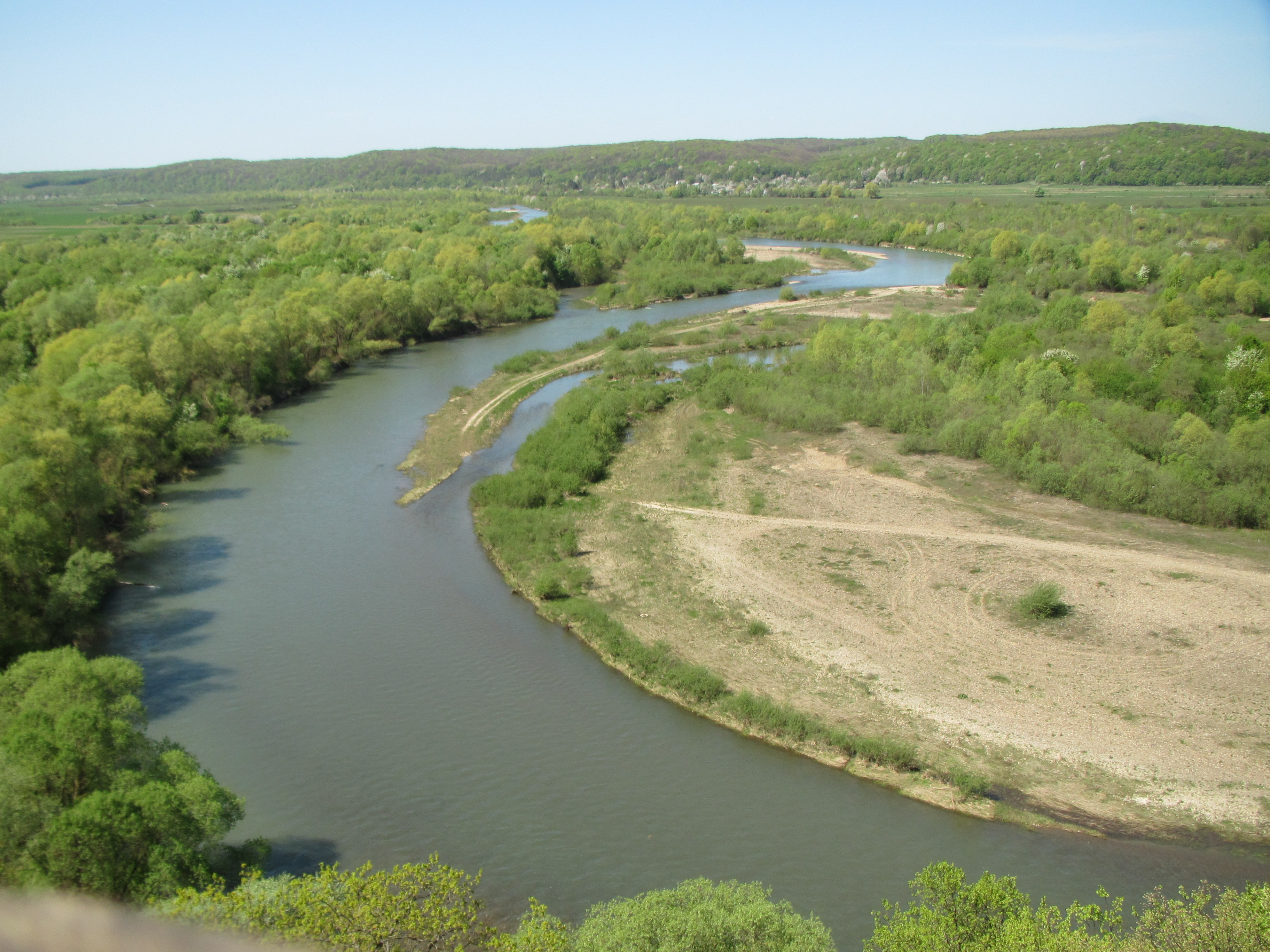
Вид з оглядового майданчика на Лімницю в с. Сокіл
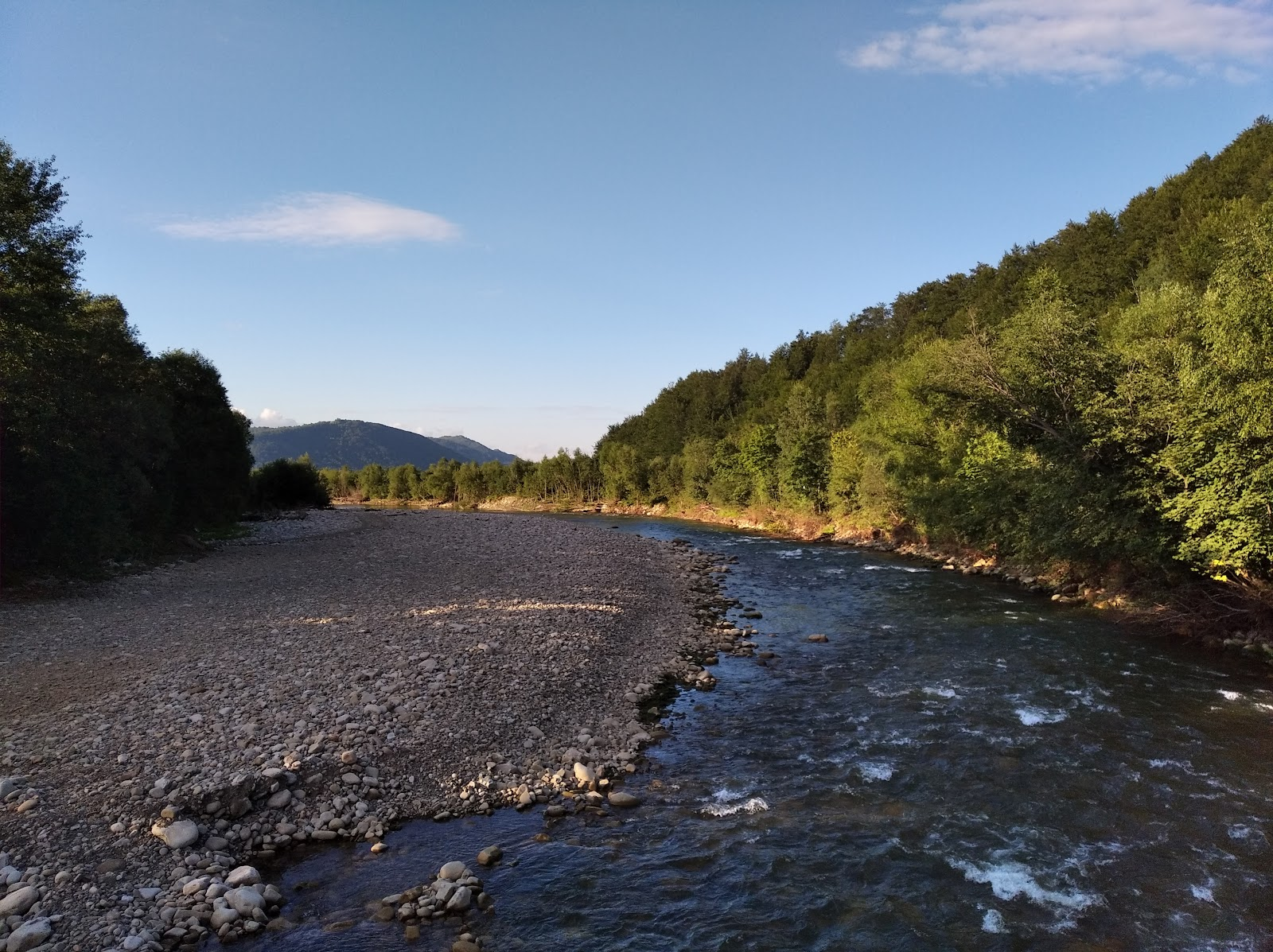
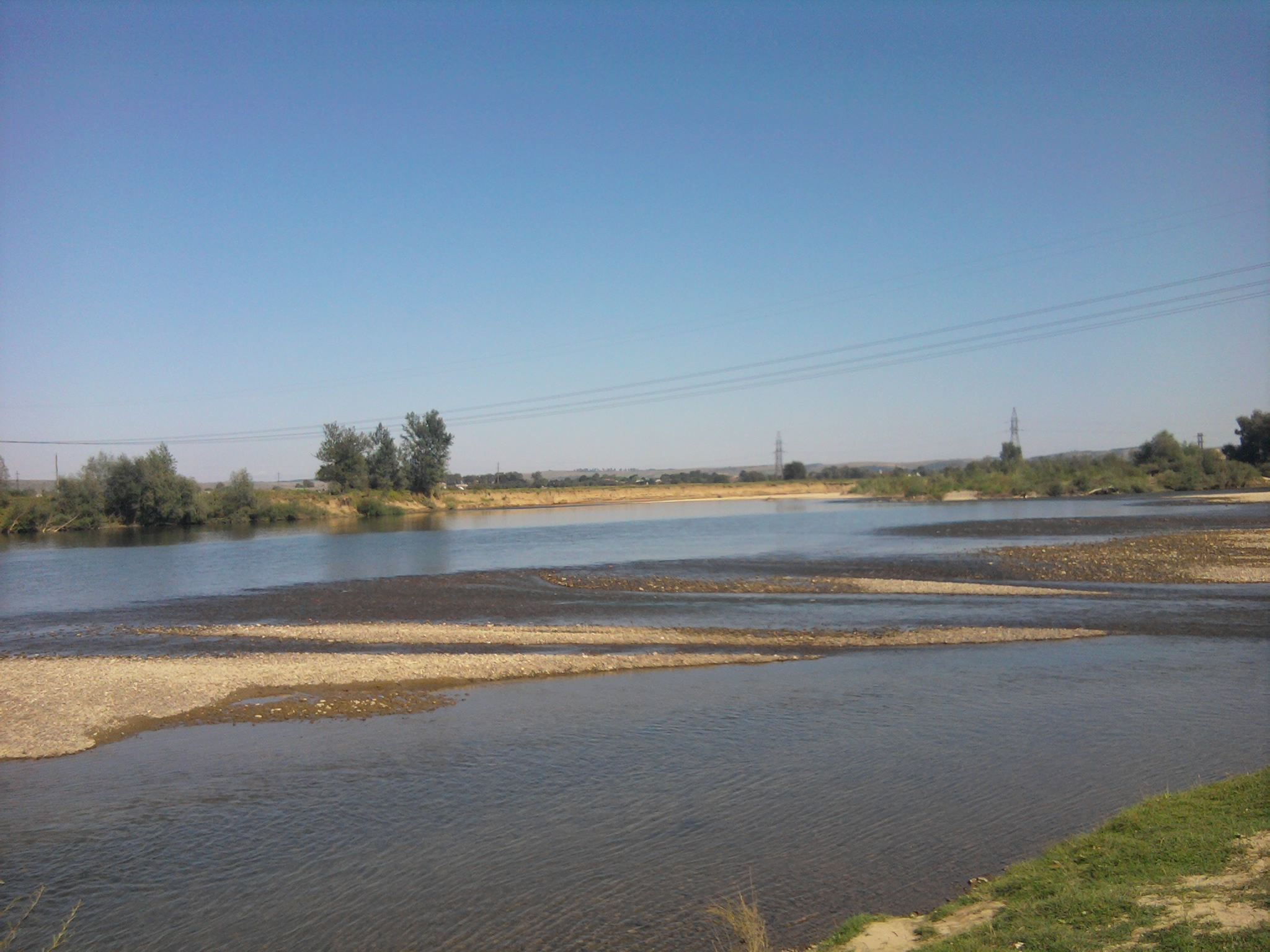
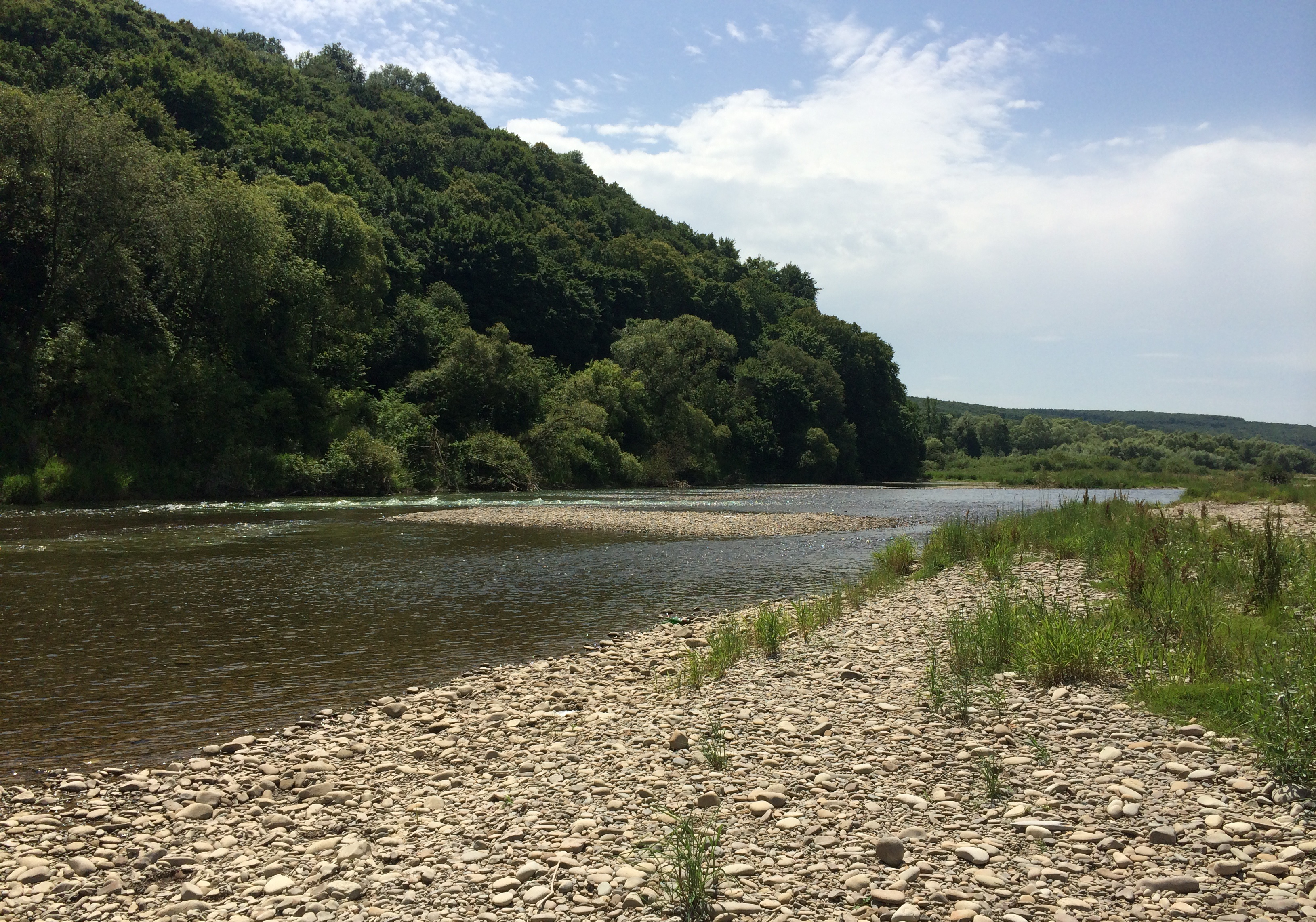
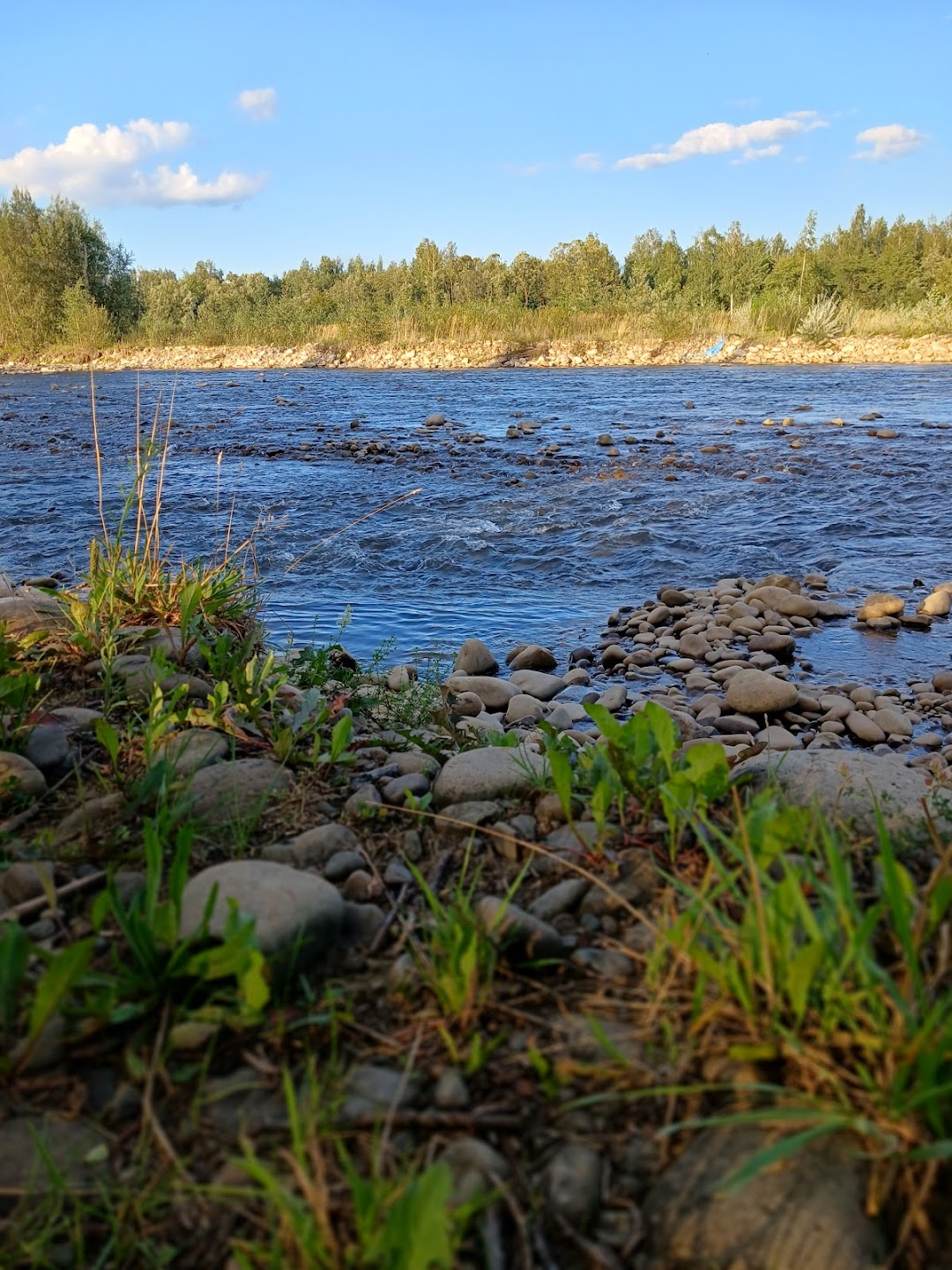
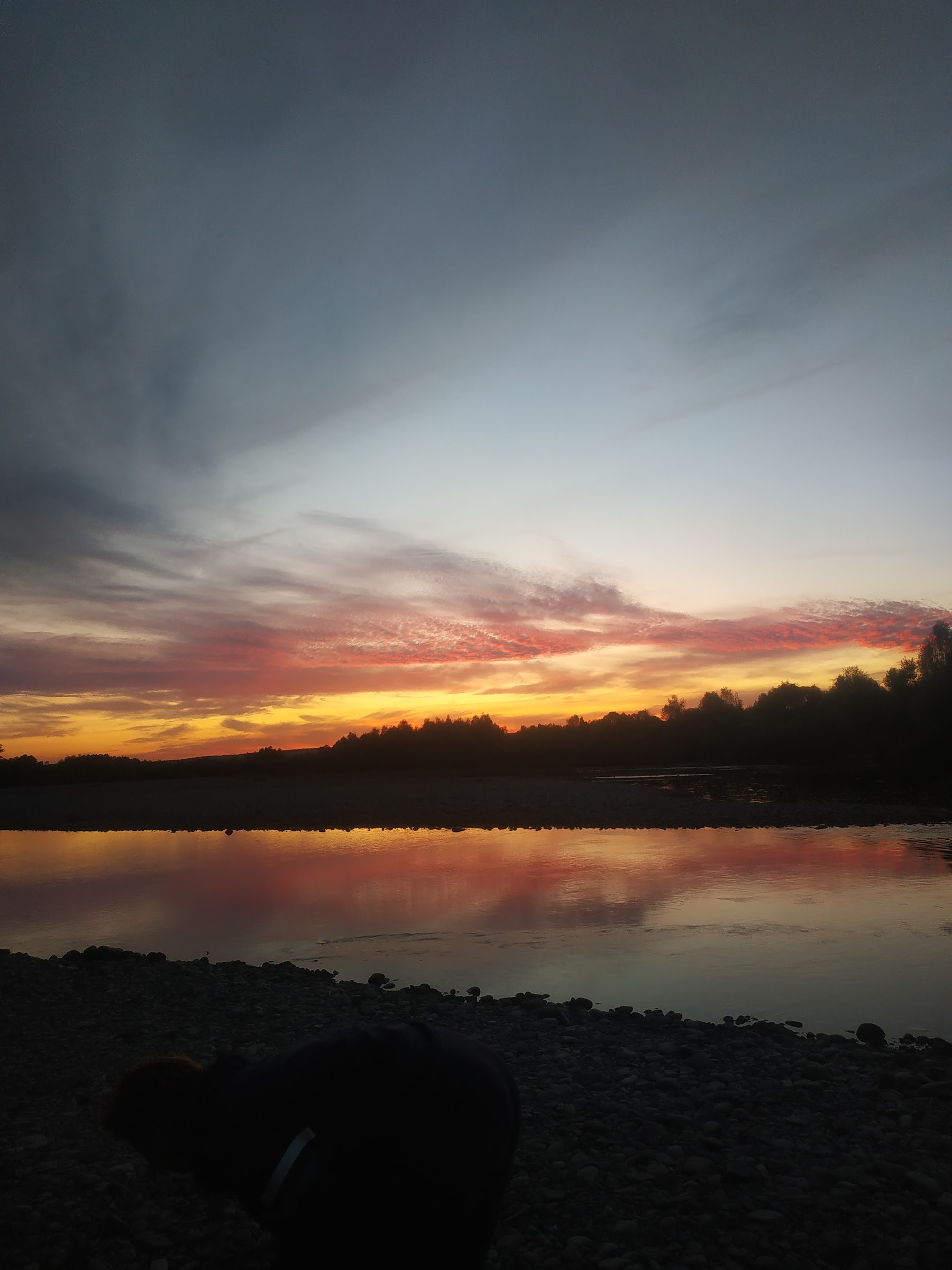